# Portret van Marsilio Cassotti en zijn bruid Faustina
Het portret van Marsilio Cassotti en zijn bruid Faustina (Italiaans: Ritratto di Marsilio Cassotti e della sua sposa Faustina) is een schilderij van Lorenzo Lotto dat hij in 1523 maakte. De schilder introduceerde hiermee het huwelijksportret dat ten noorden van Alpen populair was in de Italiaanse kunst. Het werk maakt deel uit van de collectie van het Museo del Prado in Madrid.

## Herkomst
Lorenzo Lotto maakte het schilderij voor Zanin Cassotti, een vooraanstaande wolhandelaar uit Bergamo, ter gelegenheid van het huwelijk van zijn jongste zoon Marsilio in maart 1523. Zanin Cassotti had bij Lotto in totaal vijf schilderijen besteld die bedoeld waren voor zijn familiehuis in de benedenstad van Bergamo. Van deze werken zijn alleen het huwelijksportret en een schilderij van het mystieke huwelijk van de heilige Catharina bewaard gebleven. Beide hingen in de vertrekken van Marsilio.
De prijs voor het schilderij was oorspronkelijk vastgesteld op 30 dukaten, maar Lotto verlaagde dit tot 20 dukaten, mogelijk uit respect voor een genereuze klant. Hij signeerde zijn werk op het linkeruiteinde van het juk:  “L. Lotus pictor / 1523”.
Het schilderij kwam voor 1686 in bezit van de Spaanse koning. Het kwam voor in de inventaris van achtereenvolgens de Alcázar (in de slaapkamer van de koning), het nieuwe koninklijk paleis en het Buen Retiro-paleis. In de negentiende eeuw verhuisde het werk naar het Prado.

## Voorstelling
Op het schilderij doet de 21-jarige Marsilio Cassotti zijn bruid Faustina een trouwring om. Passend bij de gelegenheid dragen ze elegante kleding. Faustina is gekleed in een kostbare rode zijden avondjurk en een parelketting met camee, Marsilio draagt een donker gewaad. Beiden dragen scufioti, zachte ronde petten die in de 16e eeuw in de mode waren in Bergamo. Marsilio's pet heeft een gouden reliëf met een gestileerd madeliefje en een opvallend patroon van bladeren, terwijl Faustina's scuffia de vorm van een net heeft en wordt vastgehouden door een gouden touw met kleine decoratieve linten van blauwe zijde. In het midden bevindt zich een broche met parels en een saffier. Boven hen zweeft Cupido, die glimlachend naar Marsilio kijkt en een juk op de schouders van het stel legt. Uit dit juk groeit een laurier, symbool van deugdzaamheid.
Met de bruiloft verbeterde Marsilio zijn sociale status, omdat de familie van Faustina bij de plaatselijke adel hoorde. Het schilderij moet in de eerste plaats bedoeld zijn om de hoge sociale status en rijkdom van de bruid uit te dragen. Haar dure kleding en sieraden wijzen daarop. Het schilderij is echter meer dan het huwelijksportret van een rijk koppel. Het herinnert ook aan de geloften die het paar heeft afgelegd, niet in de laatste plaats geïllustreerd door de symboliek van de trouwring. Verschillende elementen in het schilderij wijzen op de ondergeschikte rol die Faustina in dit verbond innam. Ze is iets lager geschilderd, gedeeltelijk achter haar man en haar hoofd is naar hem toegedraaid. Ze draagt een parelketting, in die tijd een symbool van kuisheid. Op de camee ten slotte is een portret van Faustina de Oudere te zien, de trouwen echtgenote van keizer Antoninus Pius. 

## Afbeeldingen

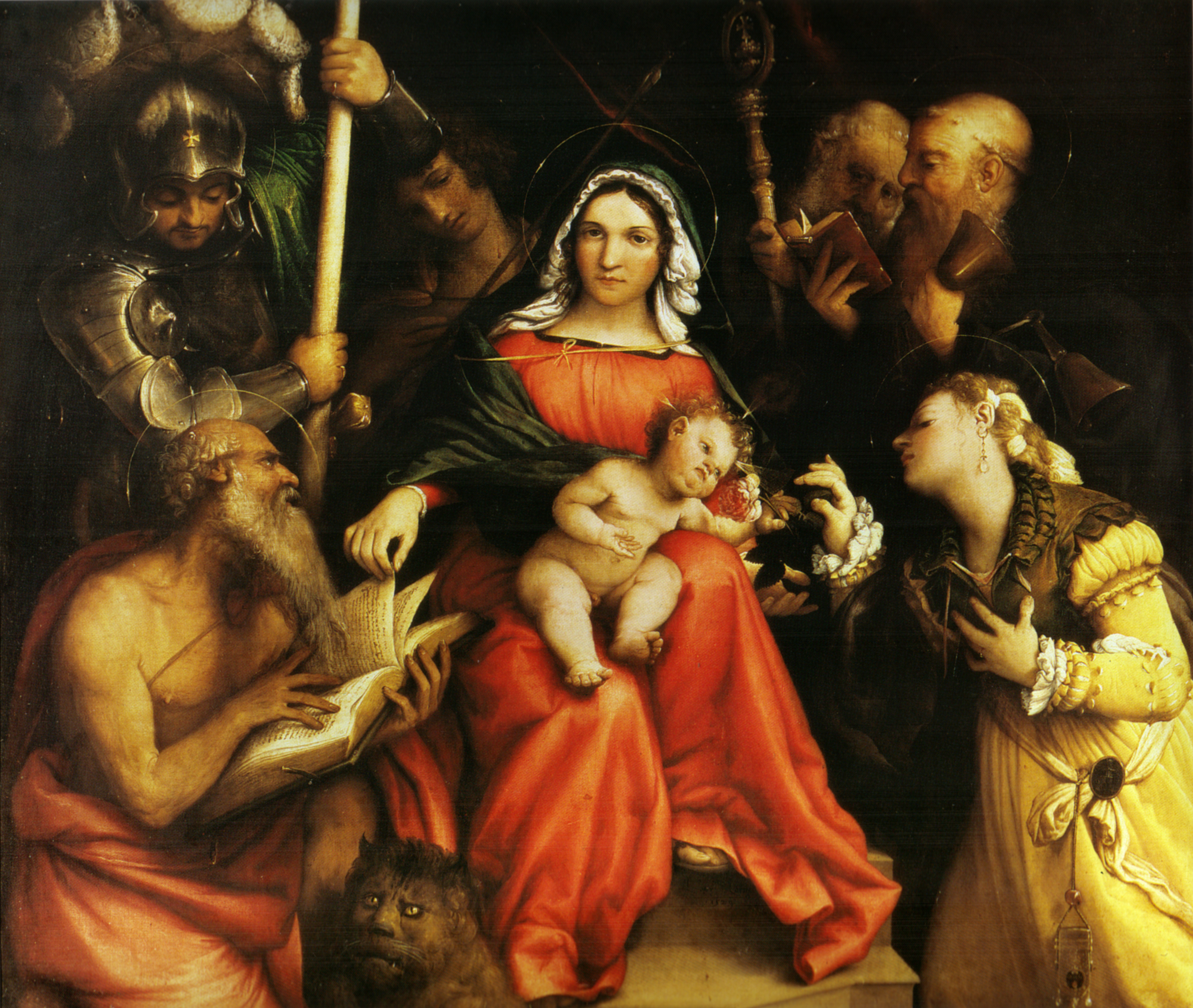
Het mystieke huwelijk van de heilige Catharina (1527)
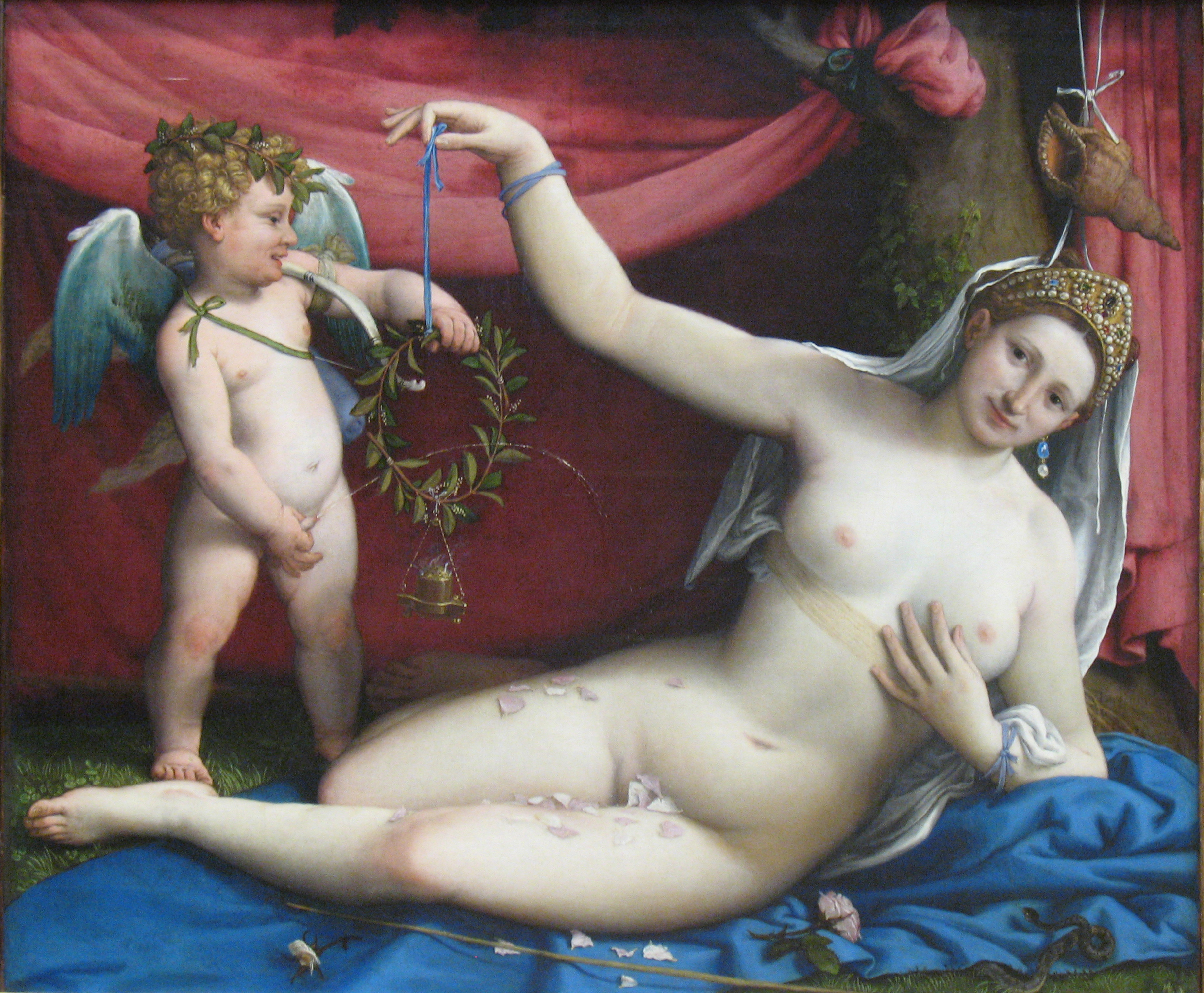
Venus en Cupido (1525)